# Unione Sportiva Arsenale 1944-1945
Questa pagina raccoglie le informazioni riguardanti l'Unione Sportiva Arsenale (già A.S. Pietro Resta) nelle competizioni ufficiali della stagione 1944-1945.

## Rosa
| N. |                   | Ruolo | Calciatore          |
| -- | ----------------- | ----- | ------------------- |
| -  | Italia (bandiera) | P     | Tedeschi            |
| -  | Italia (bandiera) |       | Gherzi              |
| -  | Italia (bandiera) | A     | Ziggiotti           |
| -  | Italia (bandiera) | A     | Vincenzo Castellano |
| -  | Italia (bandiera) |       | Molinari            |
| -  | Italia (bandiera) | D     | Bernardel           |
| -  | Italia (bandiera) | C     | Pirami              |
| -  | Italia (bandiera) |       | Saccomando          |

| N. |                   | Ruolo | Calciatore        |
| -- | ----------------- | ----- | ----------------- |
| -  | Italia (bandiera) | A     | Bellucco          |
| -  | Italia (bandiera) | C     | Barberini         |
| -  | Italia (bandiera) | P     | Furlan            |
| -  | Italia (bandiera) | D     | V. Mignozzi       |
| -  | Italia (bandiera) | A     | Francesco Petagna |
| -  | Italia (bandiera) | A     | Tomaselli         |
| -  | Italia (bandiera) | C     | Donato Raguso     |
| -  | Italia (bandiera) | A     | Angelo Valentini  |